# Eline Coene
Eline Coene (Rheden, 11 april 1964) is een Nederlands voormalig badmintonspeelster. Ze werd in 1983, 1984, 1985, 1986, 1989 en 1992 Nederlands kampioen enkelspel. 
Samen met Erica van Dijck veroverde Coene negen nationale titels in het vrouwendubbel.
In april 2008 tekende Coene een vierjarig contract als talentcoach van de jeugdselectie op het Nationaal Sportcentrum Papendal.
Coene was na haar actieve badmintoncarrière eerder trainster van BC Smashing en bij de Nederlandse Badminton Bond (NBB), in de jaren 90. Ze werkte vanaf 2003 vijf jaar als NBB-consulente voor de Nederlandse regio’s Centrum en Oost. Als talentcoach vormde ze een team met Chris Vlaar en Rob Kneefel en begeleidde ze samen met hen acht spelers en speelsters van de Badminton University.
Tijdens haar actieve sportloopbaan speelde Coene onder meer voor de clubs RFL Arnhem en (Bayer Uerdingen) (Dui). In 1985 won Coene met Erica van Dijck de Belgische Open International. In 1988 wonnen ze de Canada Open in het damesdubbel. Ze behaalde ook reeds in 1988 een bronzen plak op het onderdeel enkelspel bij de Europese Kampioenschappen in Kristiansand, Noorwegen. Twee jaar later in 1990 behaalde ze bij de EK zilver op het onderdeel damesdubbel met Erica van Dijck. 
Ze nam deel aan de Olympische Zomerspelen 1992 en die van 1996. Bij de Spelen van 1992 in Barcelona, Spanje verloor Coene het enkelspel in de 1e ronde van een speelster uit Hong Kong, terwijl ze met Van Dijck in het vrouwendubbel verloor van Catrina en Maria Bengtsson uit Zweden. Bij de Spelen van 1996 in Atlanta wonnen ze samen in het dubbel eerst nog van de Britten Kelly Morgan & Joanne Muggeridge. Hierna verloren ze bij de laatste 16 van het Chinese koppel Chen Ying & Peng Xingyong. 
Coene won in 1989 het Dutch Open enkelspel en in 1996 samen met Erica van Dijck het dubbelspel. In Van Dijck, later getrouwd van den Heuvel, had Coene van 1984 tot en met 1996 een vaste dubbelpartner. Verder speelde ze samen met onder meer Monique Hoogland, Nederlands enkelspelkampioene in 1987 en 1990.
Een knieblessure noodzaakte Coene te stoppen met haar actieve sportcarrière, waarna ze zich verder ontwikkelde als trainer/coach en manager.